# 보리스 샤흘린
보리스 안피야노비치 샤흘린(러시아어: Борис Анфиянович Шахлин, 1932년 1월 27일 ~ 2008년 5월 30일)은 전 소비에트 연방의 체조 선수이며, 1960년 로마 올림픽과 1958년 세계 선수권 개인 종합 운동 챔피언이었다. 1956년부터 1964년까지 3개의 하계 올림픽에서 7개의 금메달을 포함한 총 13개의 메달을 획득하였으며, 로마 올림픽에서는 총 7개의 메달로 가장 성공적인 선수였다.
러시아 소비에트 연방 사회주의 공화국의 이심에서 태어난 샤흘린은 12세의 나이에 체조를 시작하였다. 브리태니커 백과사전에 의하면 "그는 세계 선수권에서 10개의 개인적 타이틀과 3개의 올림픽에서 금메달을 획득한 경력의 기록을 세웠다. 금 7개, 은 4개, 동 2개의 올림픽 메달 득점은 경기에서 가장 많은 훈장을 받은 이들 중에 놓여있다"고 나와있다.
심장 마비를 겪은 후, 35세의 나이로 체조에서 은퇴하였다. 1968년 국제 체조 연맹의 남자 기술 협회에 들어가 1992년까지 지속적으로 일하였다. 1990년대와 2000년대에 키예프 대학교의 강사로 일하였다.
키예프에서 76세의 나이로 사망하였다. 2002년 국제 체조 명예의 전당에 헌액되었다.

## 같이 보기
- 올림픽 다관왕 목록